# Peintre Célèbre
Peintre Célèbre (1994-2018) est un cheval de course pur-sang anglais, né en 1994 de l'union de Nureyev et Peinture Bleue, par Alydar. Cheval de l'année en Europe en 1997, il remporte le Prix de l'Arc de Triomphe.

## Carrière de courses
Appartenant à l'écurie Wildenstein et entraîné par André Fabre, Peintre Célèbre remporte son maiden à 2 ans et se classe troisième du Prix des Chênes. L'année suivante, il s'adjuge pour sa rentrée le Prix Greffulhe devant Astarabad, en prélude à une démonstration dans le Prix du Jockey Club, qui l'installe au sommet de sa promotion. Dans le derby français, l'alezan s'impose par deux longueurs et demi à l'issue d'une franche accélération caractéristique de son style. Il devance Oscar et Astarabad. À la suite de son triomphe cantilien, il enchaîne par une autre victoire éblouissante sur les 2 000 mètres du Grand Prix de Paris, puis se retire pendant l'été, en attendant son objectif de fin d'année : le Prix de l'Arc de Triomphe.
Avant de s'attaquer au monument de Longchamp, Peintre Célèbre doit faire sa rentrée dans le traditionnel Prix Niel en septembre. Complètement enfermé durant tout le parcours, piégé par ses adversaires, il y est battu par le second couteau Rajpoute. Cette défaite semble anecdotique, étant donné les circonstances, si bien que Peintre Célèbre se présente au départ de l'Arc avec un statut de favori, après avoir été syndiqué pour moitié, sur la base de 70 millions de francs. Il y pulvérise ses adversaires, s'imposant de toute une classe par 5 longueurs, devant les champions Pilsudski et Borgia, établissant au passage un nouveau record de la course, en 2'24"60. Sa double accélération dans la phase finale causa l'une des plus fortes impressions jamais ressenties dans un Arc. Peintre Célèbre en fut l'un des plus beaux vainqueurs, et l'un des chevaux les plus stylés de ces dernières années. Fin 1997, il reçoit le titre de cheval européen de l'année et de meilleur 3 ans, termine au premier rang des classifications internationales de la FIAH avec un rating fabuleux de 137, et se voit gratifié d'un non moins exceptionnel 137 par Timeform. La moindre des choses pour l'un des plus brillants poulains de l'histoire.
Au début de la saison 1998, une blessure importante le contraint à mettre un terme à sa carrière.

### Résumé de carrière
| Date         | Hippodrome  | Pays        | Course                    | Statut      | Distance    | Jockey      | Place       | Écart       | Vainqueur ou deuxième | Temps       |
| 1996, 2 ans  | 1996, 2 ans | 1996, 2 ans | 1996, 2 ans               | 1996, 2 ans | 1996, 2 ans | 1996, 2 ans | 1996, 2 ans | 1996, 2 ans | 1996, 2 ans           | 1996, 2 ans |
| ------------ | ----------- | ----------- | ------------------------- | ----------- | ----------- | ----------- | ----------- | ----------- | --------------------- | ----------- |
| 18 août      | Deauville   | France      | Prix des Roches Noires    | Maiden      | 1 600 m     | O. Peslier  | 1er / 6     | 1           | New Frontier          | 1'48"10     |
| 8 septembre  | Longchamp   | France      | Prix des Chênes           | Gr. 3       | 1 600 m     | O. Peslier  | 3e / 7      | 1 ¼         | Nombre Premier        | 1'44"80     |
| 1997, 3 ans  |             |             |                           |             |             |             |             |             |                       |             |
| 20 avril     | Longchamp   | France      | Prix Greffulhe            | Gr. 2       | 2 100 m     | O. Peslier  | 1er / 6     | 2           | Astarabad             | 2'14"00     |
| 1er juin     | Chantilly   | France      | Prix du Jockey Club       | Gr. 1       | 2 400 m     | O. Peslier  | 1er / 14    | 2           | Oscar                 | 2'29"60     |
| 22 juin      | Longchamp   | France      | Grand Prix de Paris       | Gr. 1       | 2 000 m     | O. Peslier  | 1er / 7     | 2           | Ithaki                | 2'08"40     |
| 14 septembre | Longchamp   | France      | Prix Niel                 | Gr. 2       | 2 400 m     | O. Peslier  | 2e / 5      | enc.        | Rajpoute              | 2'30"90     |
| 5 octobre    | Longchamp   | France      | Prix de l'Arc de Triomphe | Gr. 1       | 2 400 m     | O. Peslier  | 1er / 18    | 5           | Pilsudski             | 2'24"60     |

## Au haras
Acquis par le consortium irlandais Coolmore, Peintre Célèbre devient étalon, faisant la navette entre l'Irlande et l'Australie. Si ses tarifs ont considérablement baissé (passant de 65 000 € en 2001 à 20 000 € en 2009 puis 10 000 € en 2014, année où il est retiré de la monte), et en dépit d'une faible fertilité, il a bien réussi dans ce nouvel exercice, donnant une dizaine de lauréats de groupe 1 de part et d'autre de l'hémisphère, parmi lesquels on peut citer :
- Europe
  - Pride : Champion Stakes, Grand Prix de Saint-Cloud, Hong Kong Cup, 2e Prix de l'Arc de Triomphe
  - Dai Jin : Deutsches Derby, Grosser Preis von Bayern
  - Vallée Enchantée : Hong Kong Vase.
  - Belle et Célèbre : Prix Saint-Alary.
  - Byword : Prince of Wales's Stakes.
- Australie
  - Mr Sandgroper : West Australian Derby
  - Bentley Biscuit : All-Aged Stakes, T J Smith Stakes, BTC Cup.
- Afrique du Sud
  - Jam Alley : South African Classic
- États-Unis
  - Castledale : Santa Anita Derby, Hollywood Park Shoemaker Mile Stakes.
- Hong Kong
  - Helene Mascot : Hong Kong Classic Mile, Hong Kong Derby.
  - Collection : Hong Kong Derby.

Il est également le père de mère de l'Allemand Protectionist, vainqueur de la Melbourne Cup et du Grosser Preis von Berlin et du champion hongkongais Pakistan Star, lauréat de la Queen Elizabeth II Cup et de la Champions & Chater Cup.

## Origines
Issu du grand étalon Nureyev, Peintre Célèbre descend de l'une des meilleures lignées de l'élevage Wildenstein, celle des "P", qui mène, via sa 3e mère Plencia, à la championne Pawneese (par Carvin), lauréate dans les années 1970 des King George, du Prix de Diane et des Oaks. Cette souche a donné une multitude de chevaux de grande valeur à la casaque bleue, tels Persian King (Poule d'Essai des Poulains, Prix d'Ispahan, Prix du Moulin de Longchamp, 3e Prix de l'Arc de Triomphe), Planteur (Prix Ganay, 2e Prix du Jockey Club, Grand Prix de Paris, 3e Dubaï World Cup) ou encore Policy Maker (2e Grand Prix de Saint-Cloud, 4e Japan Cup). C'est aussi celle du grand stayer Stradivarius. 
Fille du champion américain Alydar (qui termina second des trois volets de la Triple Couronne américaine et fut tête de liste des étalons américains en 1990), et d'une lauréate d'un groupe 3 en Angleterre, Peinture Bleue, s'illustra quant à elle au niveau groupe 2, en remportant le Won Long Island Handicap aux États-Unis. Outre Peintre Célèbre, elle a donné Peinture Rare (Sadler's Wells, lauréate du Prix de Pomone (Gr.2), le stayer Pointilliste (Giant's Causeway), vainqueur du Prix de Barbeville (Gr.3) et Peinture Abstraite (Holy Roman Emperor), troisième du Prix de Sandringham.

### Pedigree
| Origines de Peintre Célèbre (USA), mâle alezan né en 1994 | Origines de Peintre Célèbre (USA), mâle alezan né en 1994 | Origines de Peintre Célèbre (USA), mâle alezan né en 1994 | Origines de Peintre Célèbre (USA), mâle alezan né en 1994 |
| --------------------------------------------------------- | --------------------------------------------------------- | --------------------------------------------------------- | --------------------------------------------------------- |
| Père Nureyev                                              | Northern Dancer                                           | Nearctic                                                  | Nearco                                                    |
| Père Nureyev                                              | Northern Dancer                                           | Nearctic                                                  | Lady Angela                                               |
| Père Nureyev                                              | Northern Dancer                                           | Natalma                                                   | Native Dancer                                             |
| Père Nureyev                                              | Northern Dancer                                           | Natalma                                                   | Almahmoud                                                 |
| Père Nureyev                                              | Special                                                   | Forli                                                     | Aristophanes                                              |
| Père Nureyev                                              | Special                                                   | Forli                                                     | Trevisa                                                   |
| Père Nureyev                                              | Special                                                   | Thong                                                     | Nantallah                                                 |
| Père Nureyev                                              | Special                                                   | Thong                                                     | Rough Shod II                                             |
| Mère Peinture Bleue                                       | Alydar                                                    | Raise a Native                                            | Native Dancer                                             |
| Mère Peinture Bleue                                       | Alydar                                                    | Raise a Native                                            | Raise You                                                 |
| Mère Peinture Bleue                                       | Alydar                                                    | Sweet Tooth                                               | On-and-On                                                 |
| Mère Peinture Bleue                                       | Alydar                                                    | Sweet Tooth                                               | Plum Cake                                                 |
| Mère Peinture Bleue                                       | Petroleuse                                                | Habitat                                                   | Sir Gaylord                                               |
| Mère Peinture Bleue                                       | Petroleuse                                                | Habitat                                                   | Little Hut                                                |
| Mère Peinture Bleue                                       | Petroleuse                                                | Piencia                                                   | Le Haar                                                   |
| Mère Peinture Bleue                                       | Petroleuse                                                | Piencia                                                   | Petite Saguenay (famille 9)                               |